# 灰熊嶺 (加利福尼亞州)
灰熊嶺（英語：Grizzly Ridge）是位於美國加利福尼亞州卡拉韋拉斯縣的一個非建制地區。該地的面積和人口皆未知。

## 地理
灰熊嶺的座標為38°15′23″N 120°20′20″W / 38.25639°N 120.33889°W，而該地的平均海拔高度為1311米（即4301英尺）。